# Карловка (Красноярский край)
Карловка — деревня в Ачинском районе Красноярского края России. Входит в состав Горного сельсовета.

## География
Деревня расположена в 9 км к востоку от райцентра Ачинск.

## Население
| 1989 | 2002 | 2010 |
| ---- | ---- | ---- |
| 130  | ↗139 | ↗429 |

Гендерный состав
По данным Всероссийской переписи населения 2010 года 223 мужчины и 206 женщин из 429 чел.